# Aralia kingdon-wardii
Aralia kingdon-wardii är en araliaväxtart som beskrevs av J.Wen, Lowry och Hans-Joachim Esser. Aralia kingdon-wardii ingår i släktet Aralia och familjen Araliaceae. Inga underarter finns listade.